# Mikhail Nestruyev
Mikhail Valeryevich Nestruyev (Moscou, 28 de outubro de 1969) é um atirador olímpico russo, campeão olímpico.

## Carreira
Mikhail Nestruyev representou a Rússia nas Olimpíadas, de 2000, 2004 e 2008, conquistou a medalha de ouro na pistola 50m.